# Michel Olphe-Galliard
Pour les articles homonymes, voir Galliard.
Pour les autres membres de la famille, voir Famille Olphe-Galliard.
Marie Yvan Michel Olphe-Galliard, né le 21 mars 1900 à Angoulême (France), et décédé le 25 janvier 1985 à Toulouse (France), est un prêtre jésuite français, docteur en théologie, professeur en théologie ascétique et mystique à l'Institut catholique de Toulouse. Il est un des fondateurs du Dictionnaire de Spiritualité.

## Biographie[4]

### Famille
Fils d'Alexandre Olphe-Galliard, officier d'artillerie, et de son épouse, née Marie-Louise Poute de Puybaudet, il descend d'une ancienne famille notable de la région gapençaise. Son frère, Dom Jean, devient moine de la congrégation de Solesmes, et supérieur de l'abbaye Sainte-Marie-de-Paris, et sa sœur, Marie, religieuse bénédictine. Il est le petit-fils de Léon Olphe-Galliard, ornithologue distingué.
Au moment de sa mobilisation, sorti soldat 2e classe du service militaire, il est ordonné prêtre en 1931 et devient aumônier du Stalag VIII C aux côtés de l'abbé Jean Kah. Il est ensuite nommé supérieur religieux de la résidence jésuite de Toulouse.

### Œuvre[5]
Homme d'écriture et fidèle disciple de saint Ignace, Michel Olphe-Galliard fit des recherches dans le domaine de la spiritualité ignacienne et rédigea de nombreux articles à ce sujet, s'attachant particulièrement à la tradition mystique française du XVIIIe siècle. Il fut l'historien désigné pour mettre de l'ordre dans l'héritage caussadien.
Il est notamment l'auteur de La Théologie mystique en France au XVIIIe siècle, le père de Caussade où il offre un vaste tour d'horizon de la France mystique du xviiie siècle, se proposant de situer Caussade dans son contexte historique et d'étudier ses rapports avec les grands courants religieux de son temps.
Il fut aussi très marqué par les écrits de sainte Thérèse d'Avila et de saint Jean de la Croix. Membre du groupe fondateur du Dictionnaire de Spiritualité - ouvrage de référence publié sous la responsabilité de la Compagnie de Jésus - il y contribua en tant qu'éditeur scientifique.

## Publications[1]

### Auteur
- Nos sens et Dieu. Charles Baudouin, Germain Bazin, Paul Claudel, Mircéa Eliade, Stanislas Fumet, Père Lucien-Marie de Saint-Joseph, Michel Olphe-Galliard. Paris, D.D.B Desclée de Brouwer, 1954.
- L'Obéissance. O. Rousseau, M. Olphe-Galliard, R.P Corselis, R. P Tesson. Poitiers, édition du Cerf, 1965.
- Chrétiens consacrés. Paris, P. Lethielleux. Montréal, Bellarmin, 1971.
- La Théologie mystique en France au XVIIIe siècle, le père de Caussade. Beauchesne, 1984.

### Contributeur
- Dictionnaire de Spiritualité : ascétique et mystique ; doctrine et histoire. Tome II a : Cabasilas - Comotto / Paris : Beauchesne - 1953.
- Dictionnaire de Spiritualité: ascétique et mystique ; doctrine et histoire. Tome II b : Compagnie du Saint-Sacrement - Cyrille de Scythopolis / Paris : Beauchesne - 1953.
- Dictionnaire de Spiritualité : ascétique et mystique ; doctrine et histoire. Tome III : Dabert - Duvergier de Hauranne / Paris : Beauchesne - 1957.
- Dictionnaire de Spiritualité : ascétique et mystique ; doctrine et histoire. Tome IV a : Eadmer - Ezquerra / Paris : Beauchesne - 1960.
- Dictionnaire de Spiritualité : ascétique et mystique ; doctrine et histoire. Tome IV b : Espagne-Enquerra. Paris: Beauchesne, 1961.

### Continuateur
- Dictionnaire de Spiritualité : ascétique et mystique ; doctrine et histoire. Tome V : Faber - Fyot. Paris : Beauchesne - 1964.
- Dictionnaire de Spiritualité : ascétique et mystique ; doctrine et histoire. Tome VI : Gabriel - Guzman / Paris : Beauchesne - 1967.
- Dictionnaire de Spiritualité : ascétique et mystique ; doctrine et histoire. Tome VII, première partie : Haakman - Hypocrisie / Paris : Beauchesne - 1969.

### Préfacier
- Leçons de théologie spirituelle, Joseph de Guibert. Apostolat de la prière, 1955.
- Adorer Dieu, en esprit et en vérité. Irénée Hausherr. Paris : P. Lethielleux, 1967.

### Éditeur scientifique
- Lourdes, 1858, témoins de l'événement. Léonard Cros, préface de Pierre-Marie Théas. Paris: P. Lethielleux, 1957.
- Lettres spirituelles. Jean-Pierre de Caussade. Paris, Desclée de Brouwer, 1962-1964.
- Prière de vie, vie de prière. Irénée Hausherr. Paris : P. Lethielleux (Toulouse, impr. Cleder), 1964.
- De l'abandon à la Providence divine. Jean-Pierre de Caussade. Paris : Desclée de Brouwer, 1966.
- Traité sur l'oraison du cœur; instruction spirituelle. Jean-Pierre de Caussade. Desclée de Brouwer ; Montréal: Bellarmin, 1981.
- La Perfection du chrétien. Irénée Hausherr. Paris : P. Lethielleux, 1968.